# Мики Јевремовић
Миодраг Јевремовић (Београд, 27. март 1941 — Београд, 13. јануар 2017) био је српски и југословенски певач забавне музике.

## Биографија и каријера
Рођен је од оца Видоја и мајке Ангелине рођене Благојевић.
У бившој СФРЈ био је веома популаран шездесетих и седамдесетих година. Учествовао је на тадашњим фестивалима: „Ваш шлагер сезоне“ (Сарајево), „Београдско пролеће“, „Загребачки фестивал“, „Опатијски фестивал“ и „Сплитски фестивал“. 1990их година је учествовао и на летњим фестивалима у Црној Гори.
Сарађивао је са многим композиторима у земљи и иностранству (Борис Бизетић, Микис Теодоракис и др).
Почетак каријере обележиле су песме: „Мама“, „Пијем“ и „Осамнаест жутих ружа“. Каснији хитови су били: „Ако једном видиш Марију“, „С ким си сада кад је тужно време“ и „Песникова гитара“. Новији хитови су: „Гркиња“, „Лихнида“ и „Нека точе старо вино“.
Седамдесетих година, поред Ђорђа Марјановића и Радмиле Караклајић, био је веома популаран у Совјетском Савезу.
Микијева кћерка, Јелена Јевремовић, такође је позната певачица.
Дана 24. децембра 2011. године улази у ријалити-шоу Парови 2. У Ваљеву је 5. новембра 2012. представио фото-монографију „Педесет година са вама“.
Дана 29. децембра 2016. године доживео је мождани удар. Наредне две недеље је био у коми. Преминуо је 13. јануара 2017. године.
Сахрањен је у Алеји заслужних грађана на Новом гробљу у Београду.

## Занимљивости
У време највеће популарности постојало је ривалство између обожавалаца Микија Јевремовића и Ђорђа Марјановића. Тако су постојали клубови ватрених обожавалаца: „ђокисти“ и „микисти“. У популарној култури ова подела се огледа у ТВ-серији Државни посао. Главни јунак ове комедије Ђорђе Чварков је био изразити микиста.
Поред музике, велика љубав био му је шах те је учествовао на више турнира у земљи и иностранству. Највећи успех му је реми са светским прваком Анатолијем Карповом.

## Најпознатије песме
- Мама
- Пијем
- Осамнаест жутих ружа
- Ако једном видиш Марију,
- С ким си сада кад је тужно време,
- Песникова гитара.
- Гркиња,
- Лихнида
- Нека точе старо вино.
- Црни кофер и гитара
- Нарциси плачу љубави
- Црвено вино
- Шта да му кажем
- Губим те
- Кад бих знао да је сама
- Мој мали бели пас и ја
- Волим те више од музике
- Сама
- Музика нек свира само за њу

## Најпознатији синглови
- Танго без наде- Малена, малена — Један мали пољубац — Јачи од љубави
- Ја те волим Марија — Био сам млад
- Тата врати се — Збогом Калифорнијо — Живот овај — Свима којих се тиче
- Умрећу без тебе — Некад кад смо сами
- Нека точе старо вино — У загрљај ти журим
- С ким си сада кад је тужно време — Више те заувијек нема
- Волим те више од музике — Како ћеш ти без мене
- Мала моја, моја мала — Бела хризантема
- У камену пјесма пише — Седамнаест година
- Мјесече ти стари друже — Данас си далеко
- Она ноћас неће доћи — Кажи ми како да те зовем
- Изабери облак — Не жури
- Једина моја — Не чекај ме
- Доста ми је твога загрљаја — Криве стазе криве жеље
- Побиједила си ти — Ал је лијепо бити твој
- Засвират ће једна мандолина — Послушај ме мала моја
- Старо вино — Све су то остаци љета

## Најпознатији албуми
- Губим те (Југотон 1971.)
- Ја желим само мало мира (Југотон 1973.)
- Идемо даље срце (Југотон 1975.)
- Црни кофер и гитара (Југотон 1977.)
- За заљубљене и за мене (Дискотон 1980.)
- Старе градске песме и романсе (Југотон 1980.)
- Зашто нестаје сјај (Југотон 1982.)
- Гркиња (ПГП РТБ 1983.)
- Јована (ПГП РТБ 1984.)
- Ти си као драги камен - Романела (ПГП РТБ 1985.)
- Зашто сањам је ноћима / Пијем (ПГП РТБ 1987.)
- Хвала Гркињо (ПГП РТБ 1989.)
- Песме моје младости (ПГП РТС 1994.)
- Мађарски цигани (Хи-Фи Центар 2003.)
- Мегамикс - За сва времена (Кроација Рекордс 2006.)

## Фестивали
| Београдско пролеће: - Осветљен прозор, друго место, БГ пролеће '62 - Прославићу тај дан, БГ пролеће '63 - Још минут, два, БГ пролеће '64 - Прича са перона (алтернација са Душаном Јакшићем), трећа награда публике, '66 - Понекад, БГ пролеће '67, треће место - Некад кад' смо сами, БГ пролеће '70 - Више те заувек нема, БГ пролеће '71 - Песникова гитара, БГ пролеће '72, победничка песма - Кад бих знао да је сама, БГ пролеће '73, прва награда публике, победничка песма - Доста ми је њеног хладног осмеха, БГ пролеће '76, победничка песма - Изабери облак, БГ пролеће '78 - Победила си ти, БГ пролеће '79, победничка песма - Анабела и Вивалди, БГ пролеће '82 - Да сам твоје злато, БГ пролеће '83 - Љубо, моја љубо, БГ пролеће '90 - Осветљен прозор / Две црвене руже / Победила си ти / Кад бих знао да је сама (Гост ревијалне вечери фестивала), БГ пролеће '91 - Песникова гитара (Гост ревијалне вечери фестивала), БГ пролеће '92 Песма лета: - Пијем, Песма лета '67, победничка песма - Умрећу без тебе, Песма лета '70, победничка песма - Шта да му кажем, Песма лета '71, победничка песма - Ластавица гнездо вила, Песма лета '72, победничка песма Сплит: - Без љубави, Сплит '71 - Једна соба с погледом на море, Сплит '73 - Збогом, Сплит '74, награда за интерпретацију и четврто место - У камену пјесма пише, Сплит '76 - Мјесече, ти стари друже мој, Сплит '77, трећа награда публике - Барба Јере рибу лови (Вече далматинске шансоне), '77 - Једина моја, Сплит '78, друга награда публике и награда за интерпретацију - Засвират ће једна мандолина, Сплит '79 - Старо вино (Вече далматинске шансоне), Сплит '80 - Разбићу ноћас мандолину, Сплит '81, трећа награда - Смисли сан писмицу за те, Сплит '82 - Лудо море, Сплит '83, треће место - Још о њима море прича, Сплит '83 (Вече Устанак и море) - Моја бивша драга, Сплит '84 - Далмацијо, старо вино, Сплит '85 - Врати ми дане младости, Сплит '86 - Микула мали, Сплит '86 (Вече Устанак и море) - Моја матер, Сплит '87 - Теби, граде мој (Вече Устанак и море), Сплит '87, друга награда публике - Понекад у поноћ, Сплит '88 - Пјесма ме водила, Сплит '89 | Ваш шлагер сезоне, Сарајево: - Ко те љуби ове ноћи, ВШС '71 - Дјевојко моја, ВШС '76, треће место - Ја пјевам, '80 - Заљуби се, ВШС '82 - Александра, ВШС '88, награда жирија за најуспелију композицију Загреб: - Живим да бих те волио, '73 - Мала моја, моја мала, Загреб '75 - Љубави, ноћас макови гину, Загреб '77, награда за текст - Она ноћас неће доћи, Загреб '78 - Доста ми је твога загрљаја, Загреб '79 - Твоја суза, Загреб '82 - Галебова крила (Вече револуционарне и родољубиве песме), '82 Опатија: - Сузе у ветру, Опатија '62 - Љубав и мотор, Опатија '62 - Ћао срце, нема више, '82 Хит парада: - Како ти је име девојчице, Хит парада '74 Акорди Косова: - Плачи на рамену мом, Акорди Косова '70 Славонија, Славонска Пожега: - Друмови, другови, Славонија '73 - Нова цеста, '77 - Дигни, Анко, латице, Славонија '81 Скопље: - Само ти, Скопље '71, победничка песма - Бела хризантема, Скопље '75, прва награда публике и награда за најбољу интерпретацију - А брегот нема крај, Скопље '77, друга награда публике Златният Орфей, Бугарска: - Понякога, гост фестивала, '70 Internationales Schlagerfestival, Dresden: - Du bist mein ziel, Dresden '78 МЕСАМ: - Заљубио сам се у скитницу, МЕСАМ '84 - Ти и ја, МЕСАМ '85 - Заједно, МЕСАМ '86 - Збогом, збогом злато моје, МЕСАМ '87 - Ако те небо неће, МЕСАМ '88 Мелодије морја ин сонца, Порторож: - Канцоне, '84, награда за текст Макфест: - Бакни ме, залуди ме, Макфест '86, трећа награда публике Пјесма Медитерана, Будва: - Албум наше љубави, Будва '97 - Једна суза, Будва '98 Еврофест, Интернационални фестивал забавне музике, Охрид: - Ники мој, сагапо, Еврофест 2000, специјална награда фестивала |